# Аматуро (Фрозиноне)
Аматуро је насеље у Италији у округу Фрозиноне, региону Лацио.
Према процени из 2011. у насељу је живело 297 становника. Насеље се налази на надморској висини од 58 м.